# Лозовое (Хмельницкая область)
Лозовое (укр. Лозове) (бывш. Торфоразработка — Торфорозробка) — посёлок в Хмельницком районе Хмельницкой области Украины.

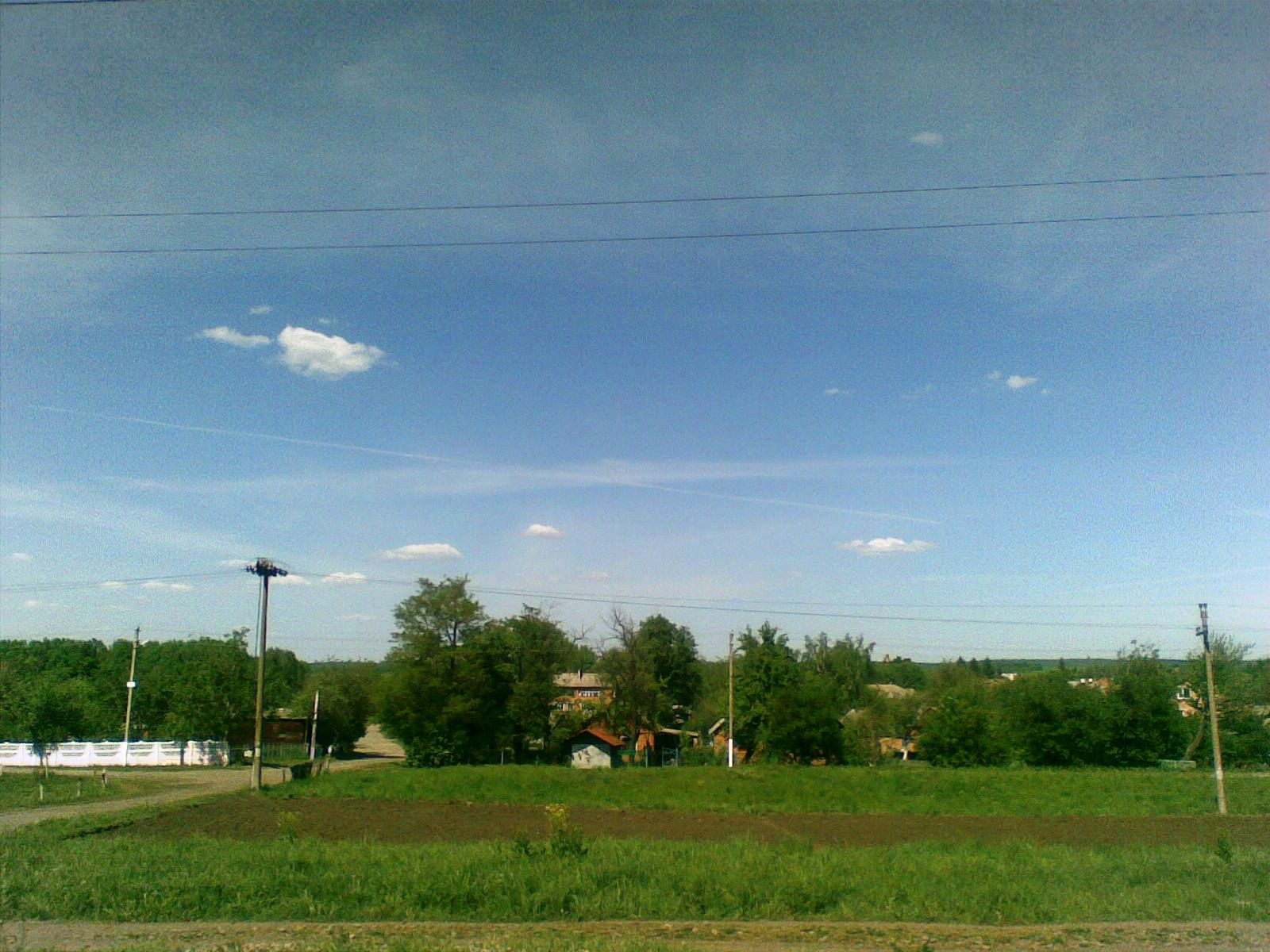
Лозовое

## История
Основан в 1929 году.
Во время Великой Отечественной войны в 1941—1943 село было оккупировано немецкими войсками.
Указом ПВС УССР от 20 декабря 1949 года посёлку Торфоразработка присвоен статус рабочего посёлка и название Лозовое.
В 1973 году здесь действовали инструментальный завод и торфопредприятие.
В январе 1989 года численность населения составляла 1886 человек.
В мае 1995 года Кабинет министров Украины утвердил решение о приватизации инструментального завода.
По состоянию на 1 января 2013 года население составляло 1581 человек.

## Современное состояние
Инструментальный завод, добыча торфа, кафетерий «Орхидея», кафе-бар «Лемон».

## Транспорт
Посёлок расположен возле железнодорожной станции Коржевцы на линии Хмельницкий—Жмеринка.